# Јаша Продановић
Јаков Продановић (Чачак, 23. април 1867 — Београд, 1. јун 1948) био је српски политичар, публициста и књижевник.

## Биографија
Рођен је 23. априла 1867. године. Матурирао је у Првој београдској гимназији, у генерацији са Јованом Цвијићем, Михаилом Петровићем Аласом, Василијем Симићем  и другим знаменитим личностима, о чему је написан роман и снимљен ТВ-филм „Шешир професора Косте Вујића“.
Био је министар просвете у Влади Краљевине Србије, као члан Самосталне радикалне странке. Године 1910. као министар народне привреде спровео кроз Народну скупштину Закон о радњама, којим су створене радничке и друге коморе, и уведено заштитно радничко законодавство. Године 1919. био је један од оснивача Југословенске демократске странке, а већ исте године заједно са Љубом Стојановићем, издваја из ње Републиканску странку, око разлаза по питању државног уређења - демократе су признавале монархију као фактичку реалност, док су се републиканци чврсто залагали за промену државног уређења у Републику. Залагао се за федералистичко уређење и супротставио се диктатури краља Александра Карађорђевића.
Марта 1945. године изабран је за министра за Србију у Привременој влади Демократске Федеративне Југославије, а после је био потпредседник Владе Федеративне Народне Републике Југославије.
Године 1890. уређивао је „Народну мисао“; затим "Борбу" (од 1. октобра 1902) гласило самосталних радикала, од 1903. до 1912. „Одјек“, од 1921. до 1923. „Гласник Професорског друштва“; писао је политичке брошуре, приредио две антологије народних песама и приповедака, целокупна дела Јована Јовановића Змаја, Јована Илића, Светислава Вуловића и Лазе Лазаревића. Био је члан оснивачког и редакционог одбора „Дела“ и „Српског књижевног гласника“ и сарађивао у свим знатнијим књижевним и политичким листовима. Писао је за „Републику”, коју је полиција више пута забрањивала а и он је оптужен за увреду краља на основу једног текста, али га је суд ослободио у фебруару 1924.
Од фебруара 1936. био је дописни, а од 1948. године редовни члан Српске академије наука и уметности.
Умро ј сее 1. јуна 1948. у Београду и сахрањен је на Новом гробљу.
У браку са Персом Продановић (1870—1955) има је двојицу синова. Старији син Зоран Продановић (1889—1914), погинуо је у 22. новембра 1914. на Ади Циганлији, током Првог светског рата. Млађи син Бора Продановић (1893—1943) био је адвокат, а погинуо је 13. јуна 1943. током битке на Сутјесци. У Другом светском рату, погинуо је и његов унук-имењак Јаша З. Продановић (1913—1945), који је погинуо на Словеначком приморју.

## Одабрана дела
- Уставни развитак и уставне борбе у Србији
- Вук Караџић и Милош Обреновић
- Наши и страни
- Наша народна књижевност
- Историја политичких странака и струја у Србији